# Dekorativna umetnost
Dekorativna umetnost je umetnost ili zanat čiji je cilj dizajn i izrada predmeta koji su lepi i funkcionalni. Ovo uključuje većinu umetnosti koje prave predmete za unutrašnjost zgrada, kao i dizajn enterijera, ali obično isključuje arhitekturu. Keramička umetnost, metalni radovi, nameštaj, nakit, moda, različiti oblici tekstilne umetnosti i stakleni predmeti su glavne grupe.
Primenjena umetnost se u velikoj meri preklapa sa dekorativnom umetnošću, a u modernom govoru oboje se često stavljaju pod krovnu kategoriju dizajna. Dekorativna umetnost se često kategoriše u odnosu na „likovne umetnosti“, odnosno slikarstvo, crtež, fotografiju i skulpturu velikih razmera, koje uglavnom proizvode predmete isključivo zbog njihovog estetskog kvaliteta i sposobnosti da stimulišu intelekt.

## Razlika od likovne umetnosti
Razlika između dekorativne i likovne umetnosti u suštini je proizašla iz postrenesansne umetnosti Zapada, gde je ta razlika najvećim delom smislena. Ova razlika je mnogo manje značajna kada se posmatra umetnost drugih kultura i perioda, gde najcenjenija dela, pa čak i sva dela, uključuju ona u dekorativnim medijima. Na primer, islamska umetnost se u mnogim periodima i mestima u potpunosti sastoji od dekorativne umetnosti, često koristeći geometrijske i biljne forme, kao i umetnost mnogih tradicionalnih kultura.
Razlika između dekorativne i likovne umetnosti nije od velike koristi za uvažavanje kineske umetnosti, a nije ni za razumevanje ranosrednjovekovne umetnosti u Evropi. U tom periodu u Evropi su postojale likovne umetnosti kao što su iluminacija rukopisa i monumentalna skulptura, ali najprestižnija dela su uglavnom bila u zlatarstvu, u livenim metalima kao što je bronza, ili u drugim tehnikama kao što je rezbarenje slonovače. Zidne slike velikih razmera bile su mnogo manje cenjene, grubo izvedene i retko pominjane u savremenim izvorima. Verovatno su bili viđene kao inferiorna zamena za mozaik, koji se za to vreme mora smatrati likovnom umetnošću, iako su se u poslednjim vekovima mozaici smatrali dekorativnim. Slična sudbina zadesila je i tapiseriju, koju su kasnosrednjovekovni i renesansni kraljevi smatrali najveličanstvenijom umetničkom formom, a svakako je bila i najskuplja. Termin „ars sacra“ („svete umetnosti“) se ponekad koristi za srednjovekovnu hrišćansku umetnost izvedenu u metalu, slonovači, tekstilu i drugim vrednijim materijalima, ali ne i za ređa sekularna dela iz tog perioda.
Pogled na dekoraciju kao na 'manju umetnost' je formalno osporen 1970-ih od strane pisaca i istoričara umetnosti poput Ejmi Goldin i En Švarc. Argument za jedinstvenu naraciju u umetnosti izgubio je snagu do kraja 20. veka zbog postmodernističke ironije i sve većeg kustoskog interesovanja za uličnu umetnost i etničke dekorativne tradicije. Pokret Patern i dekoracija u njujorškim galerijama tokom 1980-ih, iako je kratko trajao, otvorio je put ka inkluzivnijoj proceni vrednosti umetničkih predmeta.

## Literatura
- Fiell, Charlotte and Peter, eds (2000). Decorative Art Yearbook. (one for each decade of the 20th century). Translated.  Bonn: Taschen,
- Fleming, John and Hugh Honour (1977). Dictionary of the Decorative Arts. New York: Harper and Row.,
- Frank, Isabelle (2000). The Theory of Decorative Art: An Anthology of European and American Writings, 1750–1940. New Haven: Yale University Press.,
- Campbell, Gordon. (2006). The Grove Encyclopedia of Decorative Arts. New York: Oxford University Press..
- Thornton, Peter (2000). Authentic Decor: Domestic Interior, 1620–1920. London: Seven Dials.,
- Dormer, Peter, ур. (15. 6. 1997). The Culture of Craft. Manchester University Press. ISBN 978-0-7190-4618-6.

## Spoljašnje veze
- Digital Library for the Decorative Arts and Material Culture - produced by the University of Wisconsin–Madison library system, funded by the Chipstone Foundation
- European Sculpture and Decorative Arts collection from the Metropolitan Museum of Art, New York
- Decorative Arts collection[мртва веза] of the National Gallery of Art, Washington, D.C.
- Collection of the Mobilier National, Paris
- Furniture & Decorative Arts collection from the Museum of the City of New York
- Museo Nacional de Arte Decorativo - website of the National Museum of Decorative Arts, Buenos Aires, Argentina